# Konserwacja materiałów archiwalnych

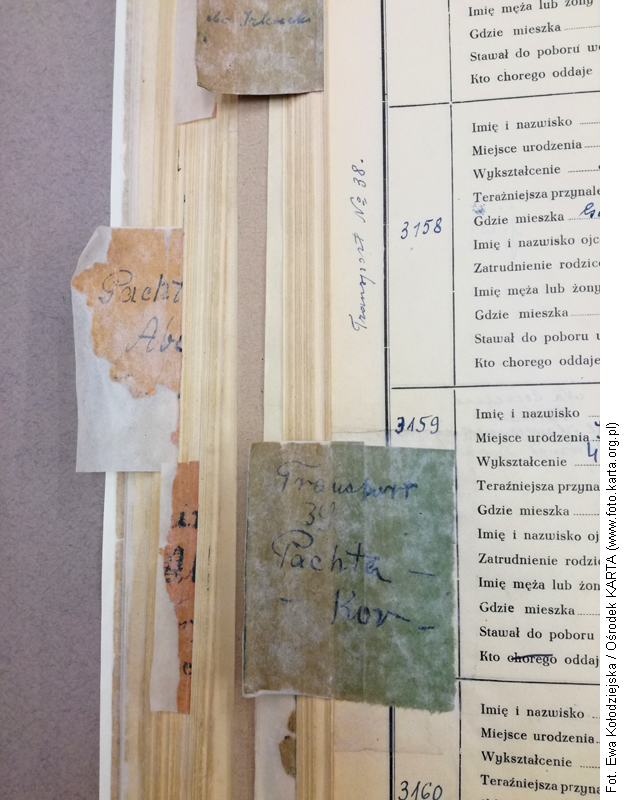
Dokument archiwalny po konserwacji

Konserwacja materiałów archiwalnych – w archiwistyce zespół czynności mających zapobiegać ujemnemu wpływowi czynników atmosferycznych, biologicznych i mechanicznych na materiały archiwalne. W przypadku materiałów uszkodzonych konserwacja polega na przywracaniu im stanu możliwie zbliżonego do stanu pierwotnego. Egzemplarze materiałów zakażone biologicznie powinny być wyłączane ze zbioru do czasu przeprowadzenia konserwacji.